# Върбинкови
Семейство Върбинкови (Verbenaceae) се счита за тясно свързано със семейство Устноцветни (Lamiaceae) и разликата между двете семейства не е напълно изяснена - характеристиките, които свързват двете семейства, са лесно забележими. Съвременните филогенетични изследвания установяват, че няколко рода са класифицирани грешно към семейство Върбинкови и тези родове са преместени при семейство Устноцветни. Авицената например, понякога се определя към семейство Върбинкови, понякога в отделно семейство, а друг път към семейство Страшникови (Acanthaceae). Междувременно Върбинковите растения се оказват в по-тясна връзка с членовете на разред Lamiales, отколкото със семейство Устноцветни.
Широкоспектърно, семейство Върбинкови включва основно тропически растения с класовидни или гроздовидни съцветия.

## Класификация
Семейството включва около 90 рода и близо 2000 вида дървета, храсти и билки.
Семейство Върбинкови
- Род Алойзия (Aloysia)
- Род Amasonia
- Род Avicennia
- Род Callicarpa
- Род Caryopteris
- Род Citharexylum
- Род Клеродендрон (Clerodendrum)
- Род Coleonema
- Род Congea
- Род Cornutia
- Род Diostea
- Род Duranta
- Род Garrettia
- Род Gmelina
- Род Holmskioldia
- Род Hymenopyramis
- Род Лантана (Lantana)
- Род Lippia
- Род Nashia
- Род Oxera
- Род Petrea
- Род Phyla
- Род Premna
- Род Rhaphithamnus
- Род Schnabelia
- Род Sphenodesme
- Род Stachytarpheta
- Род Symphorema
- Род Tectona
- Род Tsoongia
- Род Върбинка (Verbena)